# Sullivan's Island
Sullivan's Island é uma vila localizada no estado norte-americano da Carolina do Sul, no condado de Charleston. Foi fundada no século XVII.

## Geografia
De acordo com o United States Census Bureau, a cidade tem uma área de 8,9 km², dos quais 6,5 km² estão cobertos por terra e 2,4 km² por água.

### Localidades na vizinhança
O diagrama seguinte representa as localidades num raio de 24 km ao redor de Sullivan's Island.

## Demografia
Segundo o censo nacional de 2010, a sua população é de 1 791 habitantes e sua densidade populacional é de 201 hab/km².

## Marcos históricos
A relação a seguir lista as 8 entradas do Registro Nacional de Lugares Históricos em Sullivan's Island. O primeiro marco foi designado em 19 de junho de 1973 e os mais recentes em 6 de setembro de 2007.
- Atlanticville Historic District
- Battery Gadsden
- Battery Thomson
- Dr. John B. Patrick House
- Fort Moultrie Quartermaster and Support Facilities Historic District
- Moultrieville Historic District
- Sullivan's Island Historic District
- U.S. Coast Guard Historic District